# Qarabağlı
Qarabağlı är en ort i Azerbajdzjan.   Den ligger i distriktet Saljan, i den sydöstra delen av landet, 100 km sydväst om huvudstaden Baku. Antalet invånare är 5 377.
Terrängen runt Qarabağlı är mycket platt. Runt Qarabağlı är det ganska tätbefolkat, med 52 invånare per kvadratkilometer.. Närmaste större samhälle är Salyan, 19,1 km söder om Qarabağlı.
Trakten runt Qarabağlı består till största delen av jordbruksmark.